# 檜前舎人部諸国
檜前舎人部 諸国（ひのくまのとねりべ の もろくに、生没年不詳）は、奈良時代の人物。遠江国城飼郡の主帳。姓は無姓。位階は少初位上。

## 出自
檜前舎人一族の伴造氏族の代表である檜前舎人連は宣化天皇の名代の部で、『新撰姓氏録』「左京神別」によると、尾張宿禰の祖先である「火明命十四世孫波利那乃連公之後也」とある。天武天皇12年（683年）9月に造から連姓に改姓している。

## 記録
光仁朝の宝亀2年（771年）3月、私物をもって窮民20人以上を養ったとして、同じ遠江国の主帳4人とともに、爵2級を賜った、と記されている。
淳仁朝の天平宝字8年（764年）の勅令により、正六位上未満の位階のもので、1年のうちに20人以上の飢民を救ったものには位1階、50人以上は位2階をすすめるとされていたが、上述のことも、これにならったものである。